# Rudrapur
Rudrapur är en stad i delstaten Uttarakhand i Indien, och är administrativ huvudort för distriktet Udham Singh Nagar. Folkmängden uppgick till 140 857 invånare vid folkräkningen 2011, med förorter 154 554 invånare.